# 隆贝兹
隆贝兹（法語：Lombez，法語發音：[lɔ̃bɛz] 或 [lɔ̃bɛs]）是法国热尔省的一个市镇，属于欧什区。

## 地名
该地名“Lombez”发音为[lɔ̃bɛz] 或 [lɔ̃bɛs]，字母“z”发音，《世界地名翻译大辞典》与《世界地名译名词典》将其误译作“隆贝”。

## 地理
隆贝兹（43°28'29"N, 0°54'37"E）面积19.55 平方千米，位于法国奧克西塔尼大區热尔省，该省份为法国西南部内陆省份，北起顺时针与洛特-加龙省、塔恩-加龙省、上加龙省、上比利牛斯省、大西洋比利牛斯省和朗德省接壤。
与隆贝兹接壤的市镇（或旧市镇、城区）包括：萨马唐、埃斯庞、蒙塔代、蒙塔马、皮洛西克、索沃泰尔。
隆贝兹的时区为UTC+01:00、UTC+02:00（夏令时）。

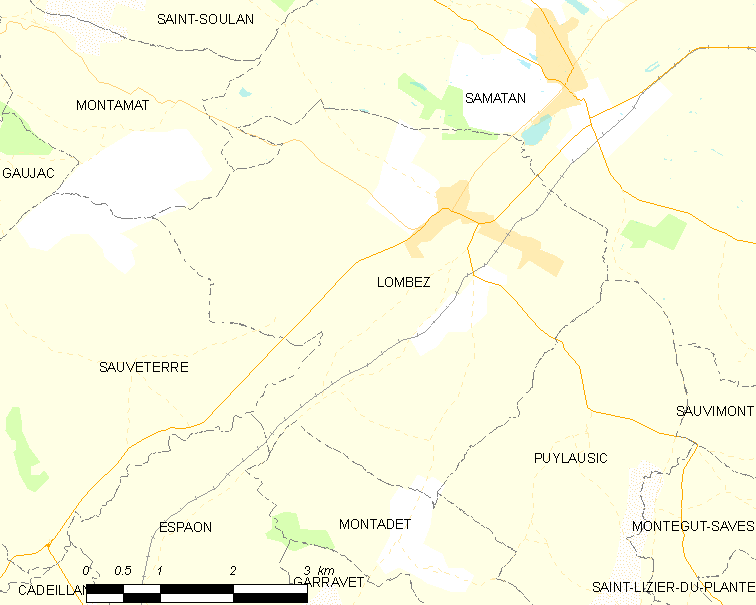
隆贝兹的OSM定位图

## 行政
隆贝兹的邮政编码为32220，INSEE市镇编码为32213。

## 政治
隆贝兹所属的省级选区为萨沃河谷县。

## 人口

1962-2008年间隆贝兹人口变化图示

隆贝兹于2022年1月1日时的人口数量为2188人。